# Wogan Philipps, 2. Baron Milford
Wogan Philipps, 2. Baron Milford (* 25. Februar 1902 in Brentwood; † 30. November 1993 in London) war ein britischer Adliger und Politiker der Kommunistischen Partei Großbritanniens (CPGB), Künstler und Bauer. Er war das einzige Mitglied des House of Lords, das jemals der Kommunistischen Partei Großbritanniens angehörte.

## Leben
Philipps war der älteste Sohn von Laurence Philipps, der 1939 zum Baron Milford erhoben wurde. Somit war er auch der Erbe des Adelstitels und des damit verbundenen Sitzes im House of Lords. 1928 heiratete Philipps die gleichaltrige Schriftstellerin Rosamond Lehmann.
Als der Spanische Bürgerkrieg ausbrach, verließ Philipps seine Frau, ging nach Spanien auf und erklärte sich bereit, die Medical Aid to Spain campaign als Krankenwagenfahrer zu unterstützen. Sein Einsatzgebiet war die Route von Valencia nach Albacete. Bei einem Kampf bei Segovia wurde Philipps verletzt, konnte aber aufgrund seiner Kenntnisse der Schifffahrt, welche er dadurch erwarb, dass sein Vater Schiffsbesitzer war, Flüchtlingen zur Flucht nach Mexiko verhelfen.
1937 trat er der Kommunistischen Partei Großbritanniens bei. Daraufhin wurde er von seinem Vater enterbt. Nachdem er sich 1944 von seiner Frau hatte scheiden lassen, die inzwischen mit dem Schriftsteller Cecil Day-Lewis zusammenlebte, heiratete er Cristina, Viscountess Hastings, die einzige Tochter der italienischen High Society Lady Luisa Casati. Diese starb 1953. In dritter Ehe heiratete er ein Jahr später Tamara Kravetz, die Witwe des Herausgebers des Daily Worker. Ab 1959 hielt sich das Ehepaar in der Sowjetunion auf.
Als er 1962, nach einem erfolglosen Versuchen in das House of Commons einzuziehen, Abgeordneter des House of Lords werden sollte, zögerte er zunächst, ließ sich aber vom Generalsekretär der Kommunistischen Partei Harry Pollitt davon überzeugen.